# Four de potier de Palaja
Le four de potier de Palaja est un four situé à Palaja, en France.

## Localisation
Le four est situé sur la commune de Palaja, dans le département français de l'Aude.

## Historique
L'édifice est classé au titre des monuments historiques en 1963.